# Riera d'Oló
La riera d'Oló, néix dins del territori de L'Estany, a uns 850m alt. Desemboca a la Riera Gavarresa prop de Santa Maria d’Horta.